# Bolla antha
Bolla antha är en fjärilsart som beskrevs av Evans 1953. Bolla antha ingår i släktet Bolla och familjen tjockhuvuden. Inga underarter finns listade i Catalogue of Life.